# Angewandte Chemie
Angewandte Chemie e Angewandte Chemie International Edition, respectivamente abreviados como Angew. Chem. e Angew. Chem. Int. Ed., compreendem um periódico científico avaliado por pares (em inglês: peer-reviewed) publicado semanalmente na Alemanha. O Angew. Chem. existe desde 1887 e é publicado na língua alemã e o Angew. Chem. Int. Ed. é publicado na língua inglesa desde 1962, sendo que os mesmos artigos científicos, nas duas diferentes línguas, são publicados simultaneamente em cada uma de ambas versões. Assim, o periódico possui uma concordância entre as edições alemã e internacional, ambas idênticas, exceto pelos números de página e de fascículo, bem como em relação a algumas resenhas de livros ou recomendações da IUPAC para a língua alemã. Apenas a versão internacional do periódico é indexada no PubMed, Web of Science ou Chemical Abstracts Service.
O Angewandte, nome pelo qual o periódico é conhecido no círculo dos especialistas do setor, pertence à Sociedade Alemã de Química (GDCh) e é publicado pela editora Wiley-VCH. Embora possua o nome Angewandte Chemie (em português: química aplicada), este não se trata exatamente do escopo da revista, pois os artigos lá publicados cobrem todas as áreas da química. Além de artigos científicos, no periódico ainda há outros tópicos, tais como revisões e mini-revisões, ensaios e menções especiais e, na seção Magazine, encontram-se notícias, anexos, boletins de conferências científicas e resenhas de livros.
Para um periódico científico específico da área de química que publica artigos originais, o Angewandte possui um Fator de Impacto (FI) bastante elevado, o maior do setor. Atualmente o valor de seu FI é 11.261 , tendo sido 10.031 em 2007 e 10.879 em 2008.